# Schismocarpus pachypus
Schismocarpus pachypus ist die einzige Art der Pflanzengattung Schismocarpus innerhalb der Familie der Blumennesselgewächse (Loasaceae).

## Beschreibung

### Vegetative Merkmale
Bei Schismocarpus pachypus handelt es sich um einen Halbstrauch, der aus einem unterirdischen Xylopodium einjährige Triebe bildet.
Die wechselständig angeordneten Laubblätter sind in Blattstiel und Blattspreite gegliedert. Die einfache Blattspreiten ist breit-eiförmig bis annähernd kreisförmig mit gesägtem Rand.

### Generative Merkmale
Die Blütenstände sind endständig und thyrsenähnlich, typischerweise mit einem Dichasium ganz außen und zusätzlich einer monochasialen Parakladie. Vor den hängenden Einzelblüten stehen jeweils zwei tragblattartige Vorblätter.
Die zwittrigen Blüten sind radiärsymmetrisch und fünfzählig mit doppelter Blütenhülle. Die fünf Kelchblätter sind verwachsen und lang behaart. Die fünf Kronblätter sind grün oder weiß, schmal-eiförmig oder eiförmig mit spitzem oberen Ende, häutig und eben. Es sind nur zwei Kreise mit je fünf Staubblättern vorhanden, fünf längere und fünf kürzere. Staminodien fehlen. Der Fruchtknoten ist mittelständig. Die Narbe ist fünfteilig gelappt.
Die gestielte, eiförmige Kapselfrucht öffnet sich anhand von fünf Klappen am oberen Ende der Frucht. Die Samen sind eiförmig.

## Verbreitung
Schismocarpus pachypus ist endemisch im mexikanischen Bundesstaat Oaxaca.

## Systematik
Die Erstbeschreibung von Schismocarpus pachypus erfolgte 1918 durch Sidney Fay Blake Contributions from the Gray Herbarium of Harvard University. Cambridge, Volume 53, Seite 62–63 und damit wurde auch die Gattung Schismocarpus aufgestellt. Schismocarpus pachypus ist die einzige Art der Gattung Schismocarpus in der Unterfamilie Mentzelioideae innerhalb der Familie Loasaceae.

## Nachweise
- Maximilian Weigend: Loasaceae. In: Klaus Kubitzki (Hrsg.): The Families and Genera of Vascular Plants. Volume 6: Flowering Plants, Dicotyledons: Celastrales, Oxalidales, Rosales, Cornales, Ericales. Springer, Berlin / Heidelberg / New York 2004, ISBN 3-540-06512-1, S. 248 (englisch, eingeschränkte Vorschau in der Google-Buchsuche).
- Sidney Fay Blake: New Plants from Oaxaca. In: Contributions from the Gray Herbarium of Harvard University, Cambridge, Volume 53, 1918, 62. JSTOR:41764337